# 몬태나주의 기
몬태나의 기는 몬태나주의 깃발이다.

몬태나 주의 기

몬태나 주의 기 (1905~1981년)

파란 바탕에 몬태나 주의 문장이 새겨져 있으며, 문장 위에는 주의 명칭인 'MONTANA'라는 글자가 써있다.